# Società Lambro
La Società Lambro è stata una delle molte società calcistiche di Milano che hanno disputato i campionati dell'inizio del XX secolo.
Sede della società era in via Pisacane.

## Storia
Affiliata alla FIGC nel 1908, il club esordì nei campionati milanesi di Terza Categoria, che il club giocò fino al 1910. La stagione successiva salì in Seconda Categoria operando un percorso di rafforzamento che lo portò nel 1912 a potersi iscrivere nella neonata Promozione.
Nella nuova divisione, che il Comitato Regionale Lombardo aveva generosamente dotato di ben tre posti per l'ascesa, la squadra seppe ben muoversi sul campo conquistando l'agognato terzo gradino del podio, ma sul piano finanziario le difficoltà esplosero sia a livello di liquidità che di terreno di gioco, costringendo l'anno successivo alla fusione con la Unitas nell'Associazione Milanese del Calcio.